# Vysoká nad Labem
Pour les articles homonymes, voir Vysoká.
Vysoká nad Labem (en allemand : Wissoka an der Elbe) est une commune du district de Hradec Králové, dans la région de Hradec Králové, en République tchèque. Sa population s'élevait à 1 760 habitants en 2022.

## Géographie
Vysoká nad Labem est arrosée par l'Elbe et se trouve à 7 km au sud du centre de Hradec Králové et à 100 km à l'est-nord-est de Prague.
La commune est limitée par Hradec Králové au nord, par Býšť à l'est, par Borek et Bukovina nad Labem au sud, et par l'Elbe et la commune d'Opatovice nad Labem au sud-ouest et à l'ouest.

## Histoire
La première mention écrite de la localité date de 1073.

## Galerie

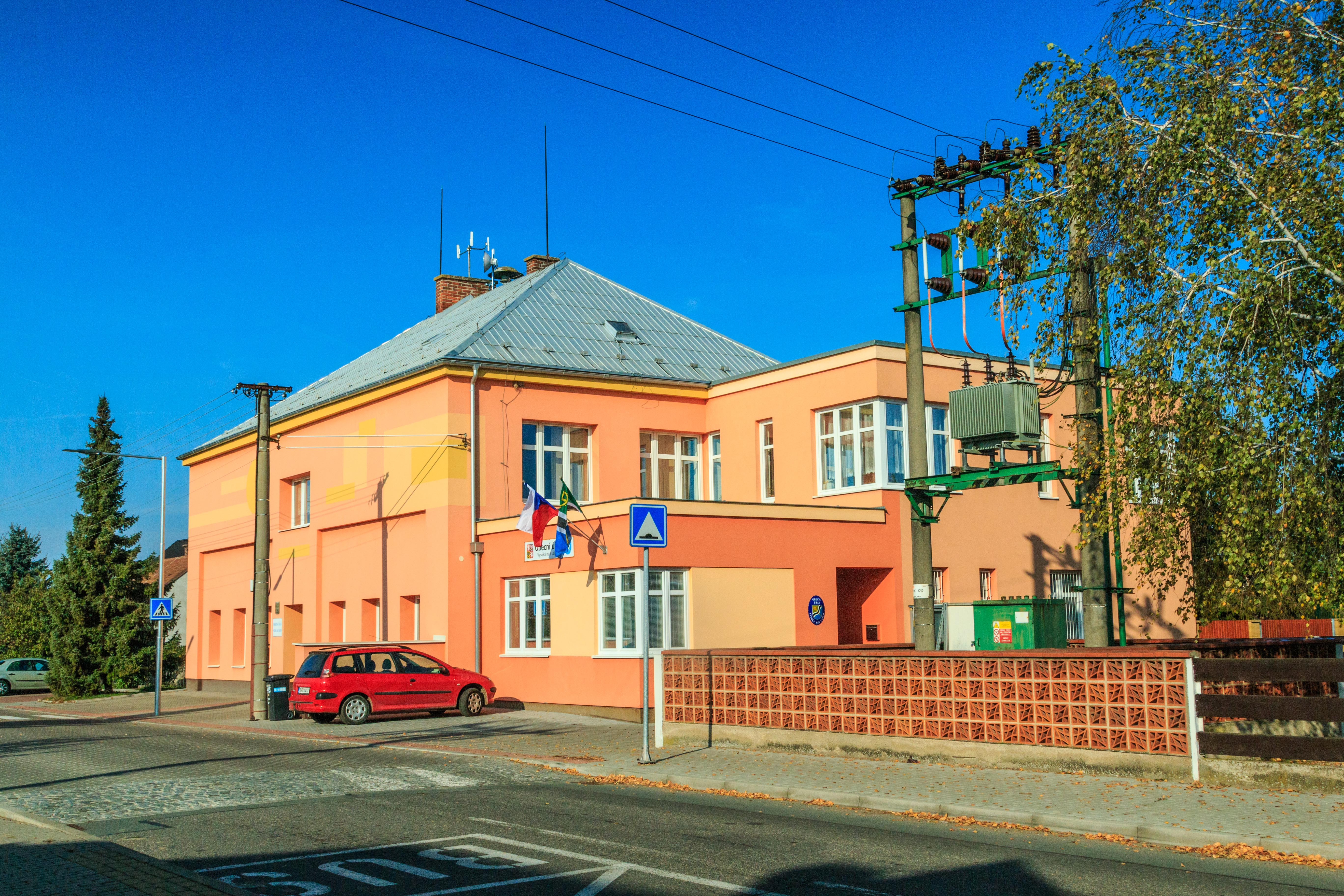
Vysoká nad Labem : la mairie.
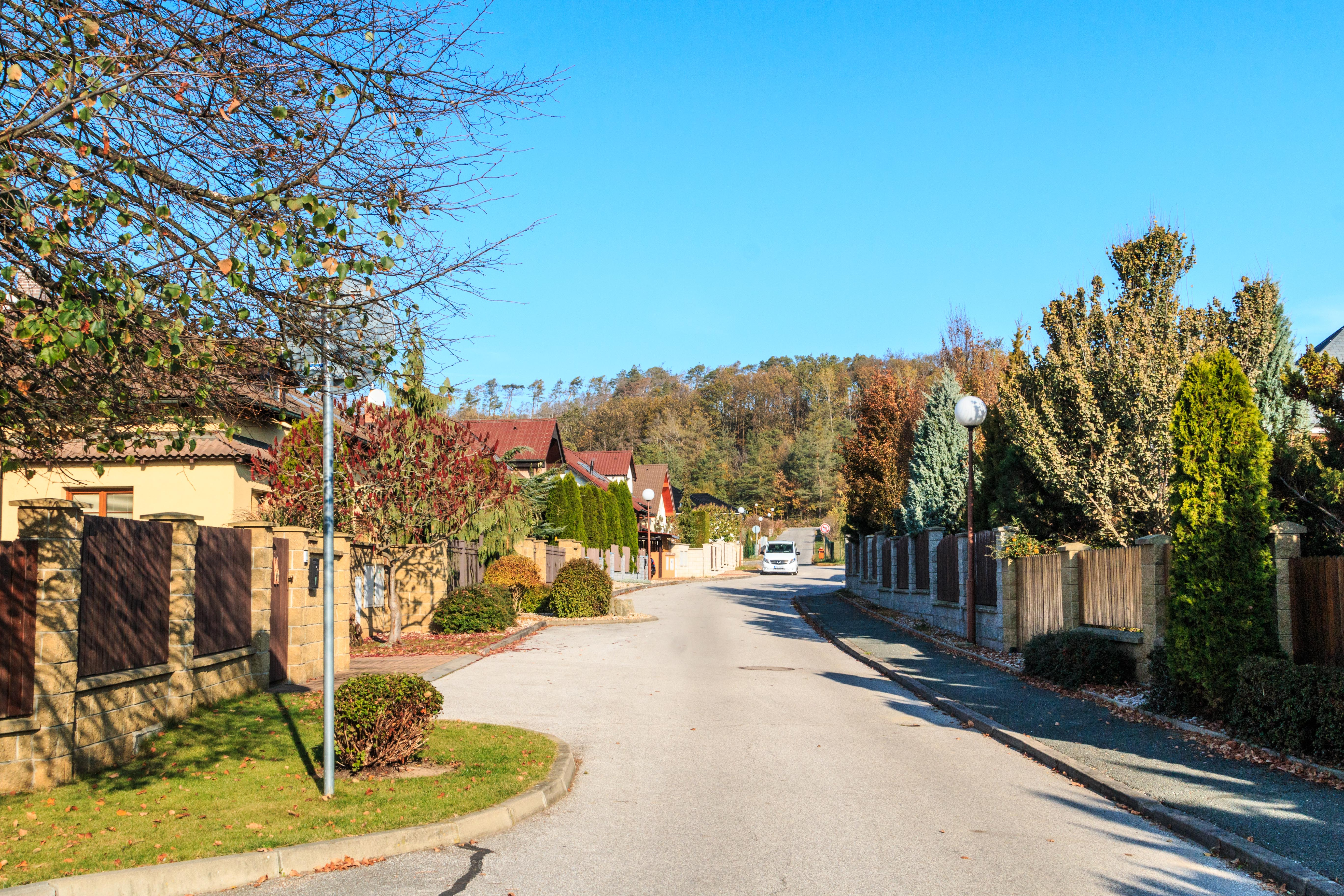
Une rue de Vysoká nad Labem.

## Transports
Par la route, Vysoká nad Labem se trouve à 8 km de Hradec Králové et à 114 km de Prague. 